# Martiniques fodboldforbund
Ligue de football de la Martinique er det styrende organ for fodbold på Martinique. Det er forbundet med Frankrigs fodboldforbund, men er et uafhængigt medlem af CONCACAF.